# Alverstoke
Alverstoke é um vilarejo localizado nos limites de Gosport, Hampshire, Inglaterra.